# 薩利洞
薩利洞（英語：Sarehole）是英格蘭伯明翰霍爾格林村的一個小村莊，處於霍爾格林村與莫斯里之間的交界。薩利洞水磨坊位在該村。
19世紀90年代時，作家J·R·R·托爾金曾在該村住過，小說《魔戒》裡哈比人的聚落夏爾和哈比屯靈感可能就是源自於薩利洞的自然環境。